# All About Us (Album)
All About Us ist eine Kompilation von Musikvideos des englischen Singer-Songwriters und Rock-Musikers Peter Gabriel, die am 7. Dezember 1993 von Real World Records veröffentlicht wurde.

## Veröffentlichung
Diese Videosammlung enthält Musikvideos von Gabriels Studioalbum Us von 1992 sowie eine damals neue Version des Musikvideos zu dem Song Solsbury Hill  aus dem Album Peter Gabriel (Car) von 1977 und Zaar von dem Soundtrack Passion des Spielfilmes Die letzte Versuchung Christi von Martin Scorsese von 1989. Ebenfalls enthalten sind einige seltene Interviews und Aufnahmen hinter den Kulissen sowie einige der an der Gestaltung des Albums Us beteiligten Künstler bei der Arbeit an ihren Auftragswerken. Das Video wurde von PMI im Laserdisc- und VHS-Format veröffentlicht. Insbesondere enthält diese Zusammenstellung das Musikvideo zu dem Lied Come Talk to Me, das später nicht auf der Video-Kompilation Play: The Videos enthalten war. Diese Veröffentlichung ist bisher nicht auf anderen Formaten verfügbar.

## Beschreibung
Der Regisseur Michael Coulson hat zusammen mit Nichola Bruce mehrere Backstage- und Behind-the-Scenes-Aufnahmen verwendet, um einen Kontext zwischen den einzelnen Musikvideoa herzustellen. Fast jedes Video enthält eine kurze Einleitung, in der Gabriel Kommentare zu dem jeweiligen Lied abgibt, über die Tricks und die Produktion zu dem Video berichtet wird oder die Aufnahmen zu den Stücken beleuchtet werden. Coulson und Bruce haben die Aktivitäten von Peter Gabriel seit dem Ende der Aufnahmen zu Us gefilmt und so ein visuelles Tagebuch erstellt. Sie filmten alles wie Gabriel, der sich nach Abschluss der Aufnahme die Haare schneiden ließ, über die Fotosessions für das Albumcover und die Künstler, die Arbeiten für die USA erstellten, bis hin zur Erstellung der Videos.

## Titelliste
Alle Titel wurden von Peter Gabriel geschrieben.
1. Digging in the Dirt
2. Steam
3. Blood of Eden
4. Solsbury Hill
5. Zaar
6. Come Talk to Me
7. Kiss That Frog